# William Tiero
William Kwabena Tiero (Tema, 3 dicembre 1980) è un ex calciatore ghanese, di ruolo centrocampista.